# 2025年日本

## 政府

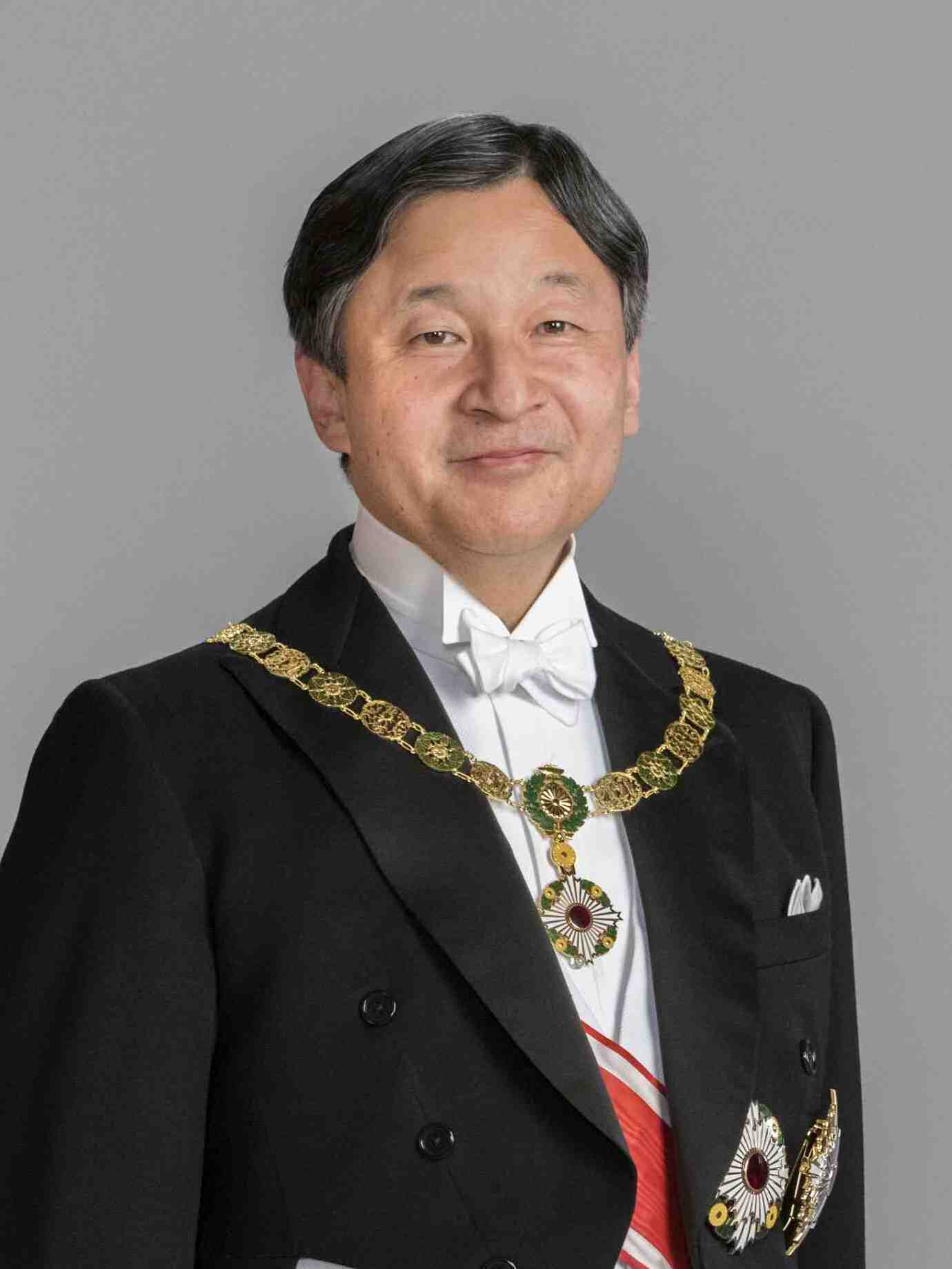
天皇：德仁
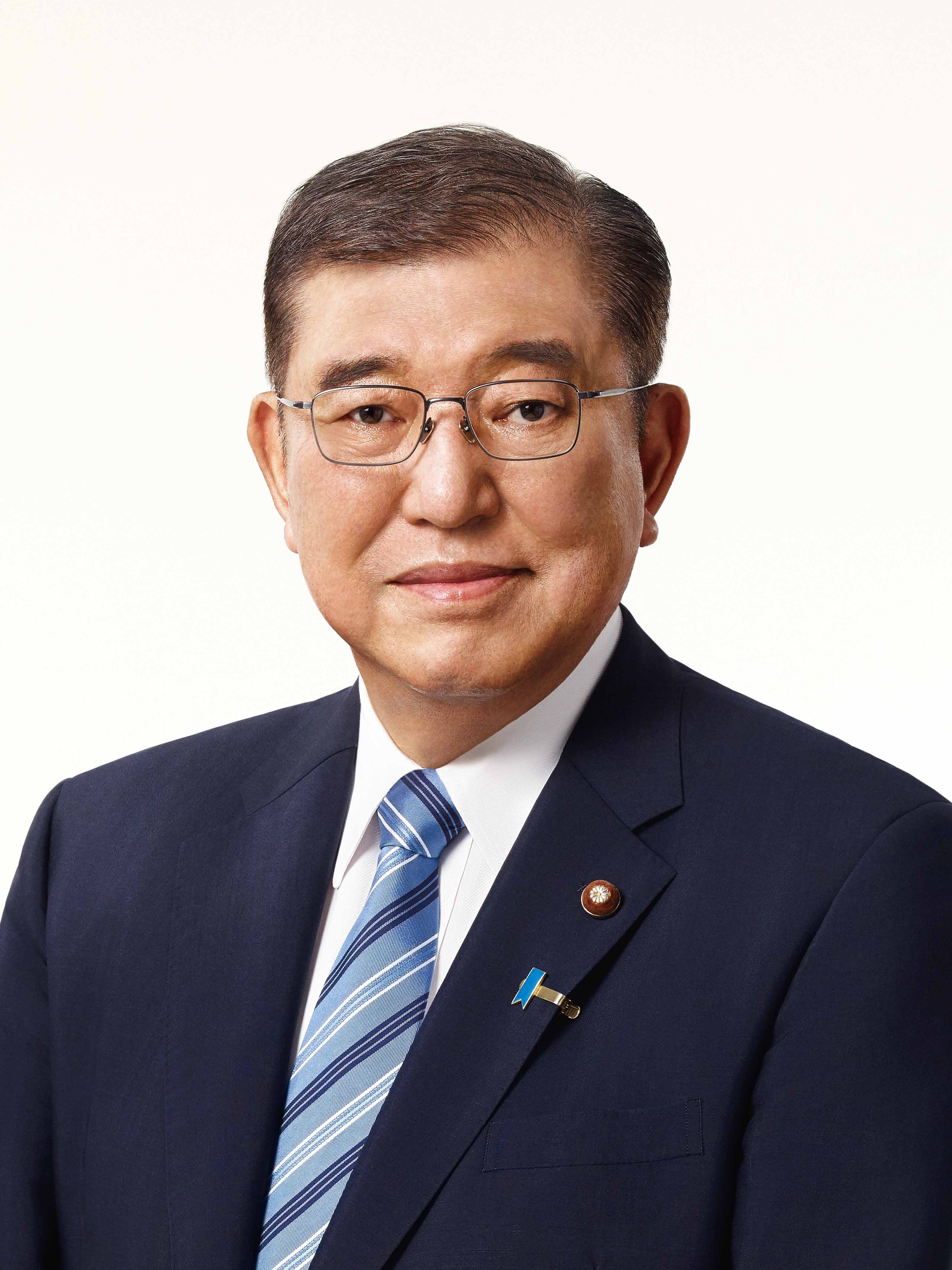
內閣總理大臣：石破茂
副總理：懸空
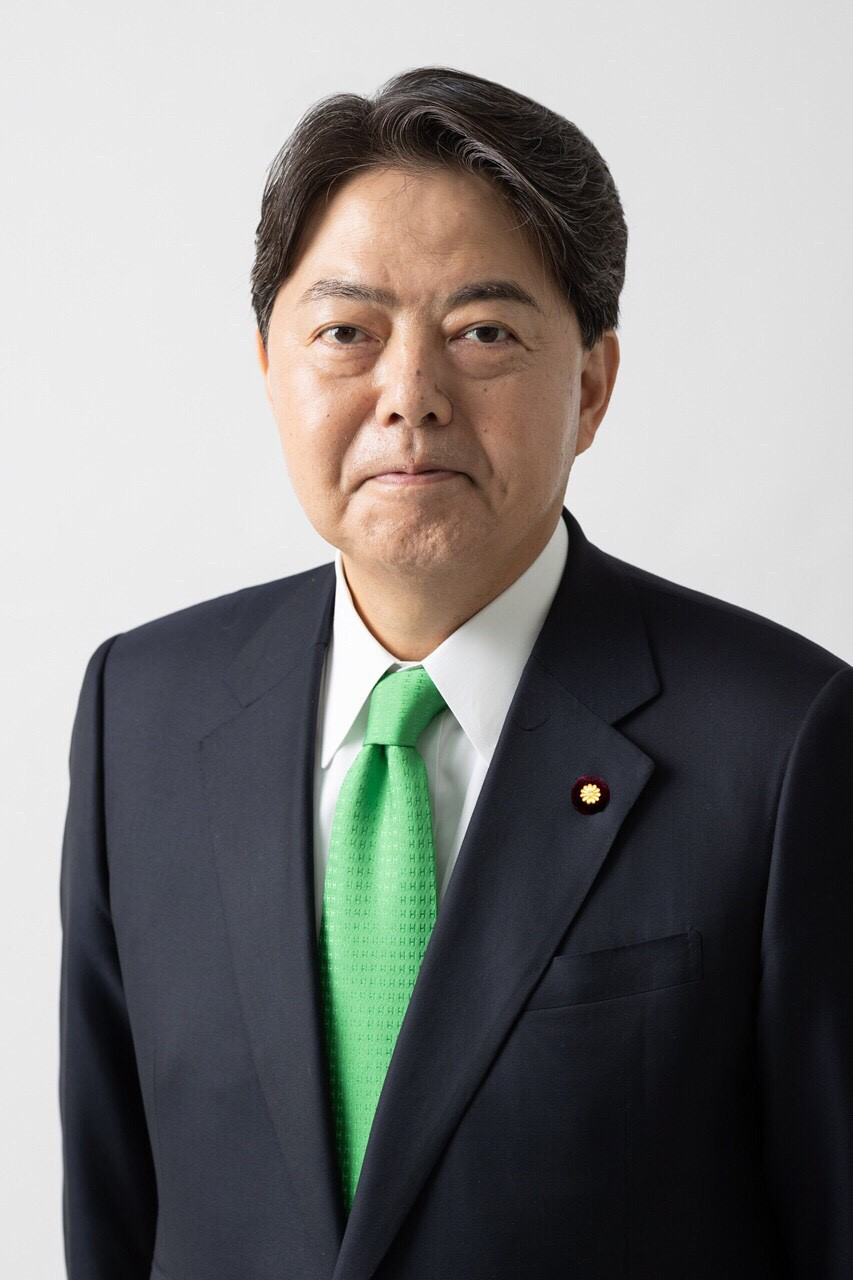
内阁官房长官：林芳正
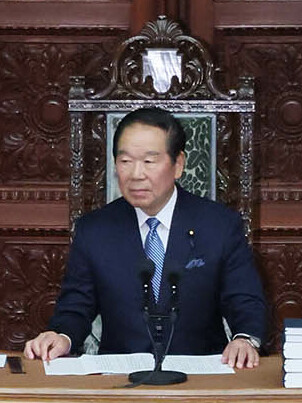
眾議院議長：額賀福志郎
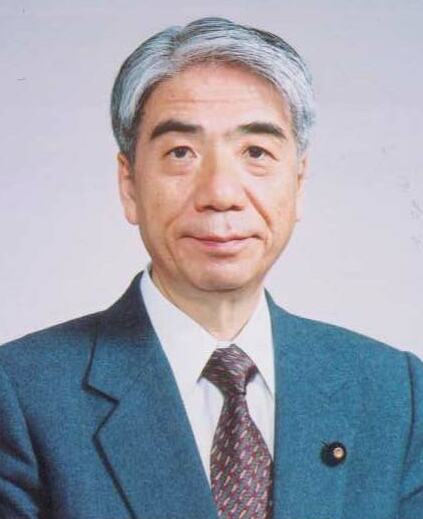
參議院議長：尾辻秀久

## 大事时序

### 5月
5月21日，日本首相石破茂于撤换了因发表“从不买米”言论而引发争议的农林水产大臣江藤拓。江藤向石破递交辞呈并获准辞职。石破已决定由自民党前选举对策委员长小泉进次郎接任农林水产大臣。